# Návrat velkého blondýna
Návrat velkého blondýna (francouzsky Le Retour du grand blond) je francouzský komediální film režiséra Yvese Roberta z roku 1974 s Pierrem Richardem v hlavní roli. Snímek je pokračováním filmu Velký blondýn s černou botou z roku 1972.

## Děj
Děj přímo navazuje na film Velký blondýn s černou botou.
Na začátku filmu Návrat velkého blondýna je Toulouse pozván k novému ministrovi, který ho požádá, aby mu přivedl "superagenta" Françoise Perrina. Udělá to na popud vyšetřovatele Milanovy smrti kapitána Cambraie, který zjistil Toulousův plán s "velkým blondýnem".
Když Toulouse zavolá ministrovi se zprávou o Perrinově smrti, Cambrai navede ministra, aby požádal o dopravení mrtvoly do Francie pro udělení Čestné legie.
Toulousovým vrahům se nepodaří Perrina v Rio de Janeiru zastřelit, takže Toulouse uspořádá fingovaný pohřeb.
Poté, co kapitán Cambrai obviní Toulouse z vraždy Perrina, Toulouse Perrina v Riu zkontaktuje a přemluví ho, aby předstíral, že je agentem zpravodalské služby a přiletěl s ním do Paříže. Perrin zahraje Cambraiovi přestřelku, aby ho přesvědčil, že je skutečně agentem. Cambrai ale zjistí, že měl v pistoli slepé náboje.
Toulouse chce nechat Perrina zastřelit, aby ukončil celou komedii. Když se to jeho vrahům nepodaří, naplánuje vraždu na Perrinův večerní koncert. Tam se ale sám stane obětí léčky a je nucen s Perrachem utéct na letiště, zatímco se Perrin znovu setká s Christinou.

## Obsazení
| Pierre Richard    | François Perrin                       |
| Jean Rochefort    | Poručík Louis Marie Alphonse Toulouse |
| Michel Duchaussoy | Kapitán Cambrai                       |
| Paul Person       | Perrache                              |
| Jean Bouise       | Ministr                               |
| Mireille Darc     | Christina                             |
| Colette Castel    | Paulette Lefebvre                     |
| Hervé Sand        | vrah Princ                            |
| Henri Guybet      | vrah Fešák                            |
| Yves Robert       | dirigent                              |

## Zajímavosti
- Pierre Richard zde vystupuje jako François Perrin. Stejně se jmenuje ještě ve čtyřech filmech, jmenovitě Velký blondýn s černou botou (1972), Všechno uvidíme (1976), Hračka (1976) a Kopyto (1981). [2]
- Scenárista Francis Veber pojmenovával své postavy podle známých měst (Toulouse, Cambrai, Perrache atd.), aby tak předešel podobnosti se skutečnými osobami. [3]